# Трансформуючий фактор росту бета

Схема сигнального шляху SMAD.

Трансформуючий фактор росту бета (ТФРβ; англ. Transforming Growth Factor beta, TGFβ) — цитокін системної дії, який прямо чи опосередковано впливає мабуть на всі процеси в організмі людини.

## Фізіологічна роль
Найбільш вивченим та важливим є ТФРβ-1, який відіграє одну з основних ролей в регуляції імунної системи (ТФРβ-1 зазвичай виділяється клітинами-супресорами та пригнічує активацію імунної системи). ТФРβ-1 є одним з основних регуляторів канцерогенезу. Показано, що ТФРβ-1, пригнічує ріст та поділ нормальних клітин людини, але посилює ріст та міграцію високотрансформованих ракових клітин. В високих концентраціях ТФРβ-1 може викликати навіть загибель нормальних клітин людини (переважно шляхом апоптозу та особливо в клітин імунної системи).

## Сигнальний шлях
ТФРβ-1 зв'язується із рецепторами І та ІІ типу на поверхні клітини-мішені, спричиняючи об'єднання рецепторів у каталітично активний гетеротетрамер. За рахунок такого просторового зближення, рецептор Іго типу фосфорилює рецептора ІІ, активуючи його. Рецептор ІІго типу фосфорилює Smad2 та Smad3 білки, які з'єднуються з Smad4 білком, формуючи гетерогексамерний комплекс, що складається з 2ох Smad2, 2ох Smad3 та 2ох Smad4 білків. Цей комплекс активно транспортується в ядро, де зв'язується з промоторами генів-мішеней, регулюючи їх активність. Smad7 білок — це білок супресор, який пригнічує фосфорилювання білків Smad2 та Smad3, знижує їх транспорт у ядро та посилює їх деградацію. Часто білки Smad2 та Smad3 називають R-Smad-ами (від R-receptor), а Smad-7 називають І-Smad-ом (від І-inhibitor).